# Werner - Beinhart!
Werner - Beinhart! es una película alemana de 1990 dirigida por Gerhard Hahn, Niki List y Michael Schaack y protagonizada por Klaus Büchner, Andi Feldmann y Kulle Westphal. El largometraje también es una mezcla entre animación y filmación real.

## Argumento
El desventurado dibujante de cómics Brösel intuye la oportunidad de su vida cuando los héroes de aventuras de su "Werner" están a punto de ser llevados al cine.
Sin embargo el productor del proyecto resulta ser un explotador sin escrúpulos. Acosado por pesadillas, Brösel no puede hacer nada hasta que, en un momento de melancolía, recuerda las travesuras juveniles de Werner. De repente todo funciona como un reloj: Brösel evoca duras historietas en papel...

## Reparto
| Actor                    | Personaje                    |
| ------------------------ | ---------------------------- |
| Klaus Büchner            | Werner (voz)                 |
| Rötger Feldmann          | Brösel                       |
| Andi Feldmann            | Maestro Röhrich / Andi (voz) |
| Kulle Westphal           | Eckat (voz)                  |
| Meret Becker             | Rumpelstilzchen              |
| I. Stangl                | Rey / Productor              |
| Johannes Silberschneider | Canciller / Chófer           |
| Ludger Pistor            | Pastor A. Amen               |

## Producción
La película fue rodada entre junio y septiembre de 1990. Para filmarla se rodó en Berlín, Kiel y Flensburgo. También es importante mencionar, de que, para hacer las animaciones, se reclutaron a más de 80 artistas de todo el mundo y se utilizaron, entre otras cosas, 730 litros de pintura, 142 000 láminas, 5683 lápices, 68 paquetes de aspirinas y 7000 botellas de cerveza. Una vez rodada, se estrenó la película el 29 de noviembre de 1990.

## Recepción
La película tuvo un gran éxito. Tuvo 5 millones de visitantes en Alemania. Se convirtió en una película de culto hasta el punto de que hubo secuelas gracias a ello. Cabe también destacar, que fue la segunda película alemana más exitosa hasta entonces.
Hoy en día la película ha sido valorada en portales cinematográficos. En IMDb, por ejemplo, con unos 6400 votos registrados, el filme obtiene una media ponderada de 6,7 sobre 10. También cabe destacar, que en el periódico La Vanguardia, los usuarios que dieron su opinión allí le dieron a la película una aprobación del 65 %.